# Högvålen

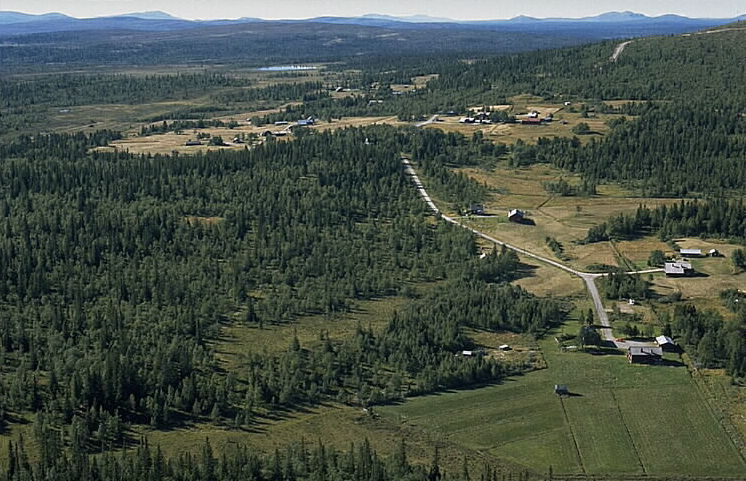
Flygfoto över Högvålen från 1996.

Högvålen är en by med fast bosättning i Härjedalen, belägen 830 meter över havet. Den nämns ofta som Sveriges högst belägna by.
Högvålen fanns redan under 1700-talet, men väg till orten fick man först under 1920-talet. Under senare tid har där funnits sex till sju bebodda gårdar. Som mest hade byn 100 bofasta, fördelat på 10 gårdar.
Byn är omgiven av fjällryggar och vidsträckta myrmarker. På denna höjd har man aldrig kunnat odla korn utan endast haft boskapsskötsel. Fisket i det närbelägna sjösystemet Norra Ränningarna är bra i början av juni, speciellt veckorna efter islossningen som oftast inträffar sista veckan i maj. Högvålens byalag hyr ut stugor.

## Kapellet
I Högvålen finns ett fjällkapell, som numera är stängt. Det byggdes i början av 1960-talet. Under hösten 2013 beslutade kyrkorådet i Tännäs-Ljusnedals församling att kapellet ska rivas. Kyrkorådet har sedan våren 2008 haft vetskap om att kapellet varit vattenskadat. Våren 2013 informerades byborna om detta faktum.

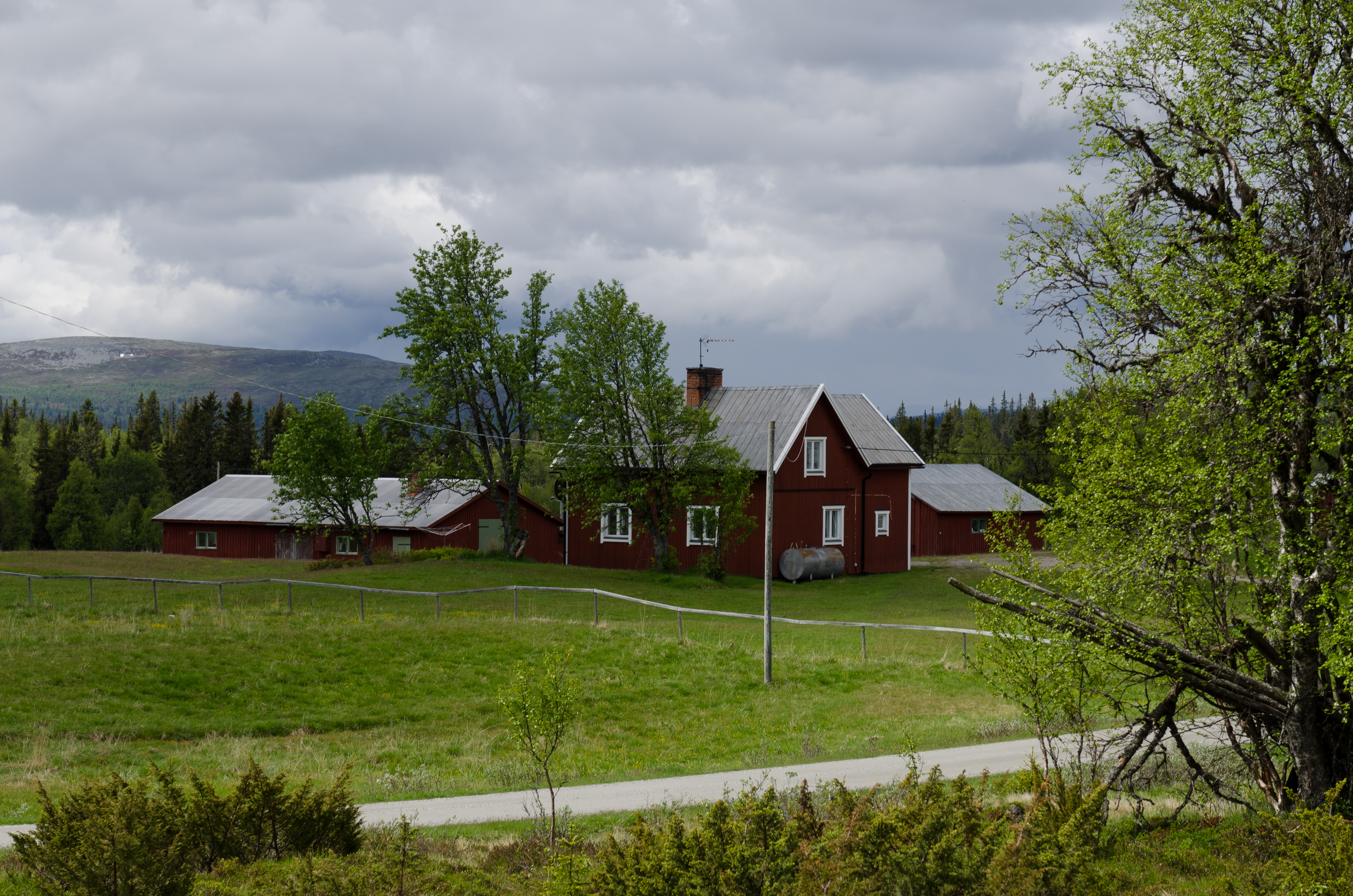
Gård i Högvålen.
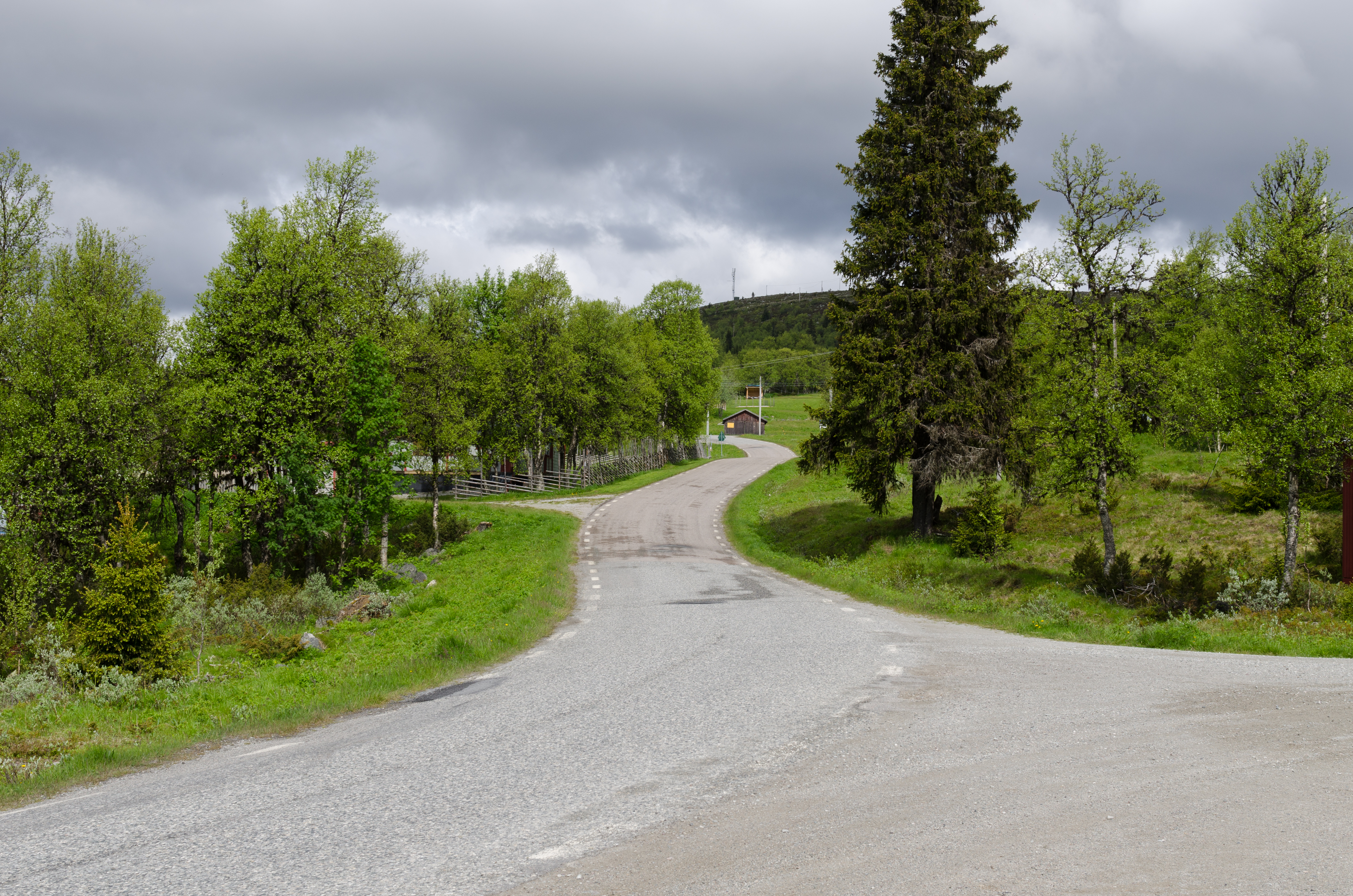
Länsväg 311 genom Högvålen.
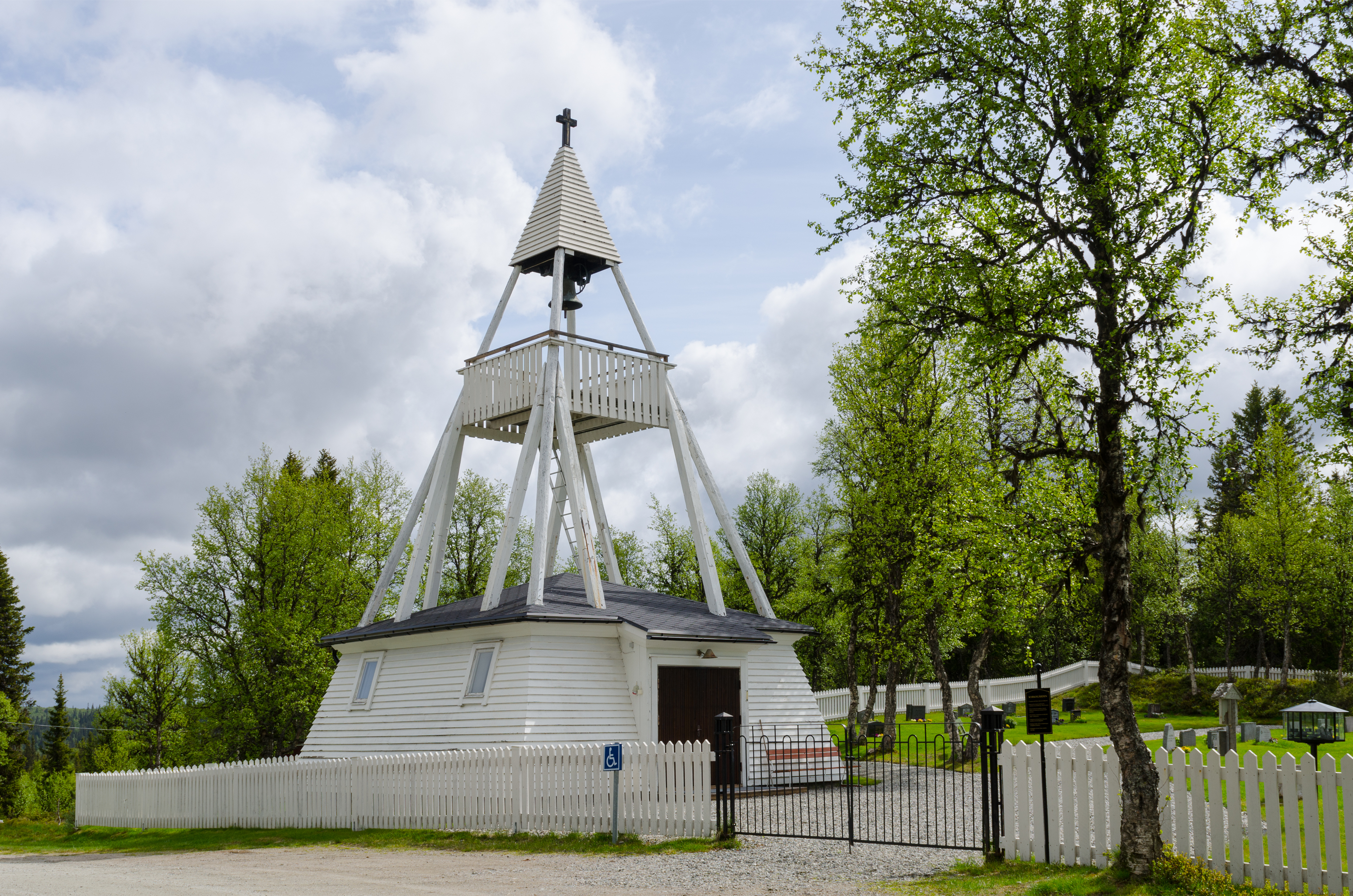
Högvålens kapell